# Cynathea
Cynathea – rodzaj pająków z rodziny ukośnikowatych, po raz pierwszy opisany przez Simona w 1895 roku. Obejmuje 5 gatunków, które występują jedynie w Afryce. 

## Gatunki
- Cynathea bicolor Simon, 1895 (West Africa)
- Cynathea mechowi (Karsch, 1881) (Angola)
- Cynathea obliterata Simon, 1895 (Gabon)
- Cynathea rutenbergi Karsch, 1881 (Madagaskar)
- Cynathea vinsoni Thorell, 1875 (Madagaskar)